# Munții Oaș
Munții Oașului  sunt o grupă muntoasă a Carpaților Maramureșului și Bucovinei, aparținând de lanțul muntos al Carpaților Orientali. 
Sînt o mică ramură a Munților Gutâi, de origine vulcanică, cu înălțimi sub 1000 m și despărțiți de aceștia de Pasul Huta (587 m altitudine).
Cel mai înalt pisc este Vârful Piatra Vâscului, având 917 m.
Se găsesc în nordul Țării Oașului, județul Satu Mare, la poalele lor fiind așezate localitățile Certeze, Bixad, Cămărzana, Turț și Tarna Mare.
Partea nordică coboară spre râul Tisa și se află în Ucraina. 